# Alberto de Lacerda
Pour les articles homonymes, voir Lacerda.
Carlos Alberto Portugal Correia de Lacerda (20 septembre 1928 à l'Île de Mozambique — 27 août 2007 à Londres) était un poète portugais et présentateur radio à la BBC.

## Biographie
Après une enfance au Mozambique, il arrive à Lisbonne en 1946 pour y suivre l'enseignement secondaire à 18 ans. En 1951, il part à Londres travailler comme présentateur pour la BBC.
Il fonde la revue Távola Redonda entre janvier 1950 et juillet 1954, en compagnie des poètes et fadistes David Mourão-Ferreira et António Manuel Couto Viana. Il voyage en Europe et, entre 1959 et 1960, part vivre au Brésil, à l'invitation d'universités brésiliennes et notamment à l'invitation des poètes Carlos Drummond de Andrade et Manuel Bandeira. Son œuvre Palácio publiée en 1961 le rend célèbre. Entre 1967 et 1969, il vit aux États-Unis. Il y rassemble des poèmes sous le nom de Round table. Au Portugal, il crée une série de poèmes publiés dans la revue portugaise Portucale. Il donne des cours à l'université d'Austin pendant 5 ans à partir de 1967. En 1972, il devient professeur de poétique à l'université de Boston.
Son corps a été retrouvé par le critique d'art anglais John McEwen, alors qu'ils avaient un dîner de prévu.

## Œuvres publiées
- 1955 - 77 Poems, édition bilingue traduite par Arthur Waley
- 1961 - Palácio
- 1963 - Exílio
- 1969 - Selected Poems
- 1981 - Tauromagia
- 1984 - Oferenda, vol.  I
- 1987 - Elegias de Londres
- 1988 - Meio-dia
- 1991 - Sonetos
- 1994 - Oferenda, vol. II

## Récompenses
- prix Neustadt International Prize for Literature de l'Université de l'Oklahoma en 1980.
- prix du PEN club pour Meio dia